# Jumellea jumelleana
Jumellea jumelleana är en orkidéart som först beskrevs av Rudolf Schlechter, och fick sitt nu gällande namn av Victor Samuel Summerhayes. Jumellea jumelleana ingår i släktet Jumellea och familjen orkidéer. Inga underarter finns listade i Catalogue of Life.